# Linda Gates
Pour les articles homonymes, voir Gates.
Linda Gates (née le 24 décembre 1969) est une joueuse de tennis américaine, professionnelle au milieu des années 1980.
En 1985, elle a joué le 3e tour à l'US Open (battue par Carling Bassett), sa meilleure performance en simple dans une épreuve du Grand Chelem.
Pendant sa carrière, elle a gagné deux titres WTA (un en simple, un en double).

## Palmarès

### Titre en simple dames
| No | Date       | Nom et lieu du tournoi | Catégorie | Dotation | Surface    | Finaliste         | Score    |  |
| -- | ---------- | ---------------------- | --------- | -------- | ---------- | ----------------- | -------- |  |
| 1  | 07/07/1985 | OTB Open, Schenectady  |           | 10 000 $ | Dur (ext.) | Jennifer Goodling | 6-1, 6-1 |  |

### Finale en simple dames
| No | Date       | Nom et lieu du tournoi | Catégorie | Dotation | Surface    | Vainqueure        | Score    |          |
| -- | ---------- | ---------------------- | --------- | -------- | ---------- | ----------------- | -------- | -------- |
| 1  | 14/10/1985 | Japan Open, Tokyo      |           | 50 000 $ | Dur (ext.) | Gabriela Sabatini | 6-3, 6-4 | Parcours |

### Titre en double dames
| No | Date       | Nom et lieu du tournoi | Catégorie | Dotation | Surface    | Partenaire | Finalistes                      | Score    |  |
| -- | ---------- | ---------------------- | --------- | -------- | ---------- | ---------- | ------------------------------- | -------- |  |
| 1  | 07/07/1985 | OTB Open Schenectady   |           | 10 000 $ | Dur (ext.) | Lynn Lewis | Cecilia Fernandez Helena Manset | 7-6, 6-4 |  |

### Finale en double dames
| No | Date       | Nom et lieu du tournoi            | Catégorie | Dotation | Surface    | Vainqueures                   | Partenaire     | Score         |          |
| -- | ---------- | --------------------------------- | --------- | -------- | ---------- | ----------------------------- | -------------- | ------------- | -------- |
| 1  | 24/03/1986 | Virginia Slims of Arizona Phoenix |           | 75 000 $ | Dur (int.) | Susan Mascarin Betsy Nagelsen | Alycia Moulton | 6-3, 5-7, 6-4 | Parcours |

## Parcours en Grand Chelem

### En simple dames
| Année | Open d'Australie (janvier) | Open d'Australie (janvier) | Internationaux de France | Internationaux de France | Wimbledon | Wimbledon | US Open        | US Open         | Open d'Australie (décembre) | Open d'Australie (décembre) |
| 1985  | n/a                        | n/a                        | -                        | -                        | -         | -         | 3e tour (1/16) | Carling Bassett | 1er tour (1/32)             | Rebecca Bryant              |

À droite du résultat, l’ultime adversaire.

### En double dames
| Année | Open d'Australie (janvier) | Open d'Australie (janvier) | Internationaux de France | Internationaux de France | Wimbledon | Wimbledon | US Open                     | US Open                | Open d'Australie (décembre) | Open d'Australie (décembre) |
| ----- | -------------------------- | -------------------------- | ------------------------ | ------------------------ | --------- | --------- | --------------------------- | ---------------------- | --------------------------- | --------------------------- |
| 1984  | n/a                        | n/a                        | -                        | -                        | -         | -         | 2e tour (1/16) C. MacGregor | Kathy Jordan E. Sayers | -                           | -                           |
| 1985  | n/a                        | n/a                        | -                        | -                        | -         | -         | -                           | -                      | 1/4 de finale A. Moulton    | Kohde-Kilsch Helena Suková  |

Sous le résultat, la partenaire ; à droite, l’ultime équipe adverse.

### En double mixte
N'a jamais participé à un tableau final.